# Каменка (Курганский сельсовет)
Каменка (бел. Каменка) — деревня в Курганском сельсовете Рогачёвского района Гомельской области Беларуси.
На юге и востоке граничит с лесом.

## География

### Расположение
В 31 км на юго-восток от районного центра и железнодорожной станции Рогачёв (на линии Могилёв — Жлобин), 105 км от Гомеля.

### Гидрография
На реке Ржавка (приток реки Днепр).

## Транспортная сеть
Транспортные связи по просёлочной, затем автомобильной дороге Рогачёв — Довск. Планировка состоит из прямолинейной улицы, ориентированной с юго-запада на северо-восток и застроенной двусторонне деревянными усадьбами.

## История
Обнаруженные археологами городища VI века до н. э. — I века н. э. (в 1,5 км на северо-восток от деревни, в урочище Городок), поселение VI века до н. э. — I века н. э. (на востоке и юге от городища), могильник XI—XII веков (102 насыпи, в 1,4 км на северо-восток от деревни) и могильник (12 насыпей, в 0,2-0,3 км на юге и юго-востоке от деревни) свидетельствуют о заселении этих мест с давних времён.
По письменным источникам известна с 1788 года как фольварк в Рогачёвском уезде Могилёвской губернии. По ревизским материалам 1859 года владение Ю. В. Малофеева. С 1880 года действовали школа, мельница, хлебозапасный магазин. Согласно переписи 1897 года действовали 2 хлебазапасных магазина, водяная мельница, ветряная мельница. В 1909 году деревня Каменка-Расков (она же Хватовка), 404 десятины земли, в Городецкой волости.
В 1930 году организован колхоз, работали портняжная и сапожная мастерские. Во время Великой Отечественной войны в деревне дислоцировались партизаны. 5 июня 1943 года каратели сожгли деревню с 153 жителями (похоронены в могиле жертв фашизма в центре деревни), 54 жителя погибли на фронте. Согласно переписи 1959 года в составе совхоза «1 Мая» (центр — агрогородок Курганье).

## Население

### Численность
- 2019 год — 12 дворов, 16 жителей.
- 2004 год — 27 хозяйств, 39 жителей.

### Динамика
- 1816 год — 27 дворов.
- 1897 год — 46 дворов, 337 жителей (согласно переписи).
- 1909 год — 58 дворов, 494 жителя.
- 1925 год — 106 дворов.
- 1940 год — 274 жителя.
- 1959 год — 293 жителя (согласно переписи).
- 2004 год — 27 хозяйств, 39 жителей.
- 2019 год — 12 дворов, 16 жителей.

## Известные уроженцы
- Д. В. Столяров — резчик по дереву, заслуженный работник культуры Беларуси.